# Detroit Metropolitan Wayne County Airport
Detroit Metropolitan Wayne County Airport is het internationale vliegveld horende bij de stad Detroit, maar gelegen in het voorstadje Romulus. Het is het grootste vliegveld in de staat Michigan, het op acht na grootste vliegveld van de Verenigde Staten en het op achttien na grootste vliegveld van de wereld. Er zijn twee passagiersterminals, NcNamara en Evans. Veruit de grootste gebruiker is Delta Airlines en deze maakt gebruik van de McNamara terminal.

## Geschiedenis
Met de aanleg van het vliegveld werd in 1929 een begin gemaakt. Met het uitbreken van de Tweede Wereldoorlog neemt het leger het beheer over. Het werd vooral gebruikt als vertrekpunt voor vliegtuigen die naar Europa worden overgevlogen. Hiervoor werden de faciliteiten uitgebreid, er kwamen nieuw hangars en start- en landingsbanen. Het vliegveld werd Romulus Army Air Field genoemd. Tegen het einde van de oorlog nam het leger afscheid. In 1947 wordt de naam Detroit-Wayne Major Airport en vervolgens in 1958 Detroit Metropolitan Wayne County Airport.
In 2001 werd de laatste baan 4L/22R voor verkeer geopend, DTW had toen vier parallelle banen en twee kruisende banen op de oost-west as. Een jaar later werd een nieuwe passagiersterminal geopend en deze kreeg de naam McNamara naar de voormalige bestuurder van de luchthaven Edward H. McNamara. In 2008 volgde de opening van de nieuwe North Terminal waarmee twee oude passagiersterminals, Smith en Berry, overbodig werden. In 2022 werd de naam van de North Terminal gewijzigd in Warren Cleage Evans Terminal.

## Gebruik
In 2023 waren er 290.000 vliegtuigbewegingen, waarvan iets meer dan 200.000 van Delta Airlines en daaraan verbonden luchtvaartmaatschappijen.
| Jaar | Passagiers | Jaar | Passagiers | Jaar | Passagiers |
| ---- | ---------- | ---- | ---------- | ---- | ---------- |
| 1995 | 28.298.215 | 2005 | 36.383.514 | 2015 | 33.440.112 |
| 1996 | 27.408.666 | 2006 | 35.972.673 | 2016 | 34.401.254 |
| 1997 | 30.732.871 | 2007 | 36.013.478 | 2017 | 34.701.497 |
| 1998 | 30.803.158 | 2008 | 35.135.828 | 2018 | 35.236.676 |
| 1999 | 33.967.819 | 2009 | 31.357.388 | 2019 | 36.769.279 |
| 2000 | 35.535.080 | 2010 | 32.377.064 | 2020 | 14.105.007 |
| 2001 | 32.631.463 | 2011 | 32.406.159 | 2021 | 23.610.765 |
| 2002 | 32.477.694 | 2012 | 32.242.473 | 2022 | 28.160.572 |
| 2003 | 32.738.900 | 2013 | 32.389.544 | 2023 | 31.453.486 |
| 2004 | 35.229.705 | 2014 | 32.513.555 | 2024 | 32.971.060 |